# Rangbaaz
Rangbaaz è un film del 2013 diretto da Raja Chanda.
Il film, di produzione indiana, è inedito in Italia.

## Produzione
Alcune sequenze del film sono state girate in Italia, tra Milano e Como.